# Nadowli

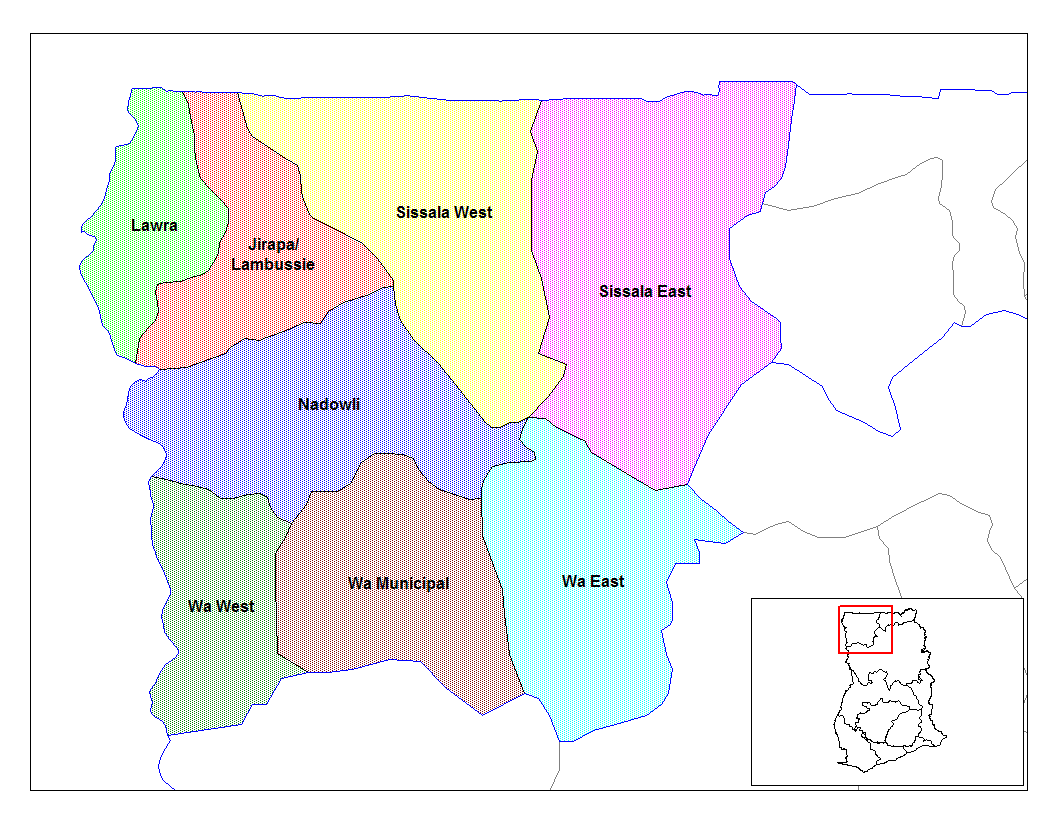
Distritos do Alto Ocidental

O Distrito de Nadowli é um dos oito distritos localizado no Alto Ocidental, uma das Regiões do Gana. Sua capital é Nadowli.

## Ligações Externas
- GhanaDistricts.com